# 選挙予測報道
選挙予測報道（せんきょよそくほうどう）は、マスメディアが選挙結果が出る前にそれを予測して報道することである。

## 報道の影響
選挙前に予測が報道されると、それを見ている人々（特に無党派層）に大きな心理的影響を及ぼすことがある。その影響のことをアナウンス効果と呼ぶ。
また、アナウンス効果は主に2種類に分けられる。
- バンドワゴン効果…優勢であると報じられた側に、勝ち馬に乗じて投票しようとする効果。
- アンダードッグ効果…劣勢であると報じられた側に、それならば救ってやろうと投票する効果。

どちらが生起するかは、選挙ごとに変化する。
報道の影響力が「第四の権力」と呼ばれるほどにまで強くなった現代ではこの効果を排除することは非常に難しいため、公平な報道が成されることが重要課題となっている。